# Cova des Pas de Vallgornera
La cova des Pas de Vallgornera és una cova natural d'origen kàrstic situada sota la urbanització Es Pas de Vallgornera, a la costa del migjorn del municipi de Llucmajor, Mallorca que, amb més de 67 km de recorregut, és la cavitat de major desenvolupament de l'arxipèlag de les Balears. La seva entrada està situada a uns 22 m sobre el nivell de la mar i a uns 400 m de la costa. Està protegida per la Conselleria de Medi Ambient, del Govern de les Illes Balears i declarada Lloc d'Interès Comunitari, dins de la xarxa Natura 2000 (Directiva del Consell Europeu 92/43/CEE), amb el núm. ES5310049.
És una cavitat única dins de l'endocarst de la zona del migjorn de l'illa, no tan sols per les seves dimensions sinó també per l'abundància d'espeleotemes poc freqüents i de morfologies de dissolució. Pel que fa als aspectes geològics i geomorfològics, aquesta cova mostra un fort control imposat pels factors litològics –l'arquitectura de l'escull del Miocè superior– sobre les característiques morfològiques del sistema espeleològic. A més a més, la cova aporta proves d'una espeleogènesi complexa que inclouria, a part de la dissolució produïda en la zona de mescla costanera, una notable recàrrega meteòrica superficial així com una possible recàrrega basal d'origen hipogènic. La presència d'importants zones aquàtiques dona un atractiu especial a la cova, la qual compta també amb extenses continuacions subaquàtiques que totalitzen més de 10 km de galeries i sales. Totes aquestes peculiaritats fan que la cavitat sigui remarcable a nivell internacional. L'accés a la cavitat es troba restringit i es limita als treballs de topografia i estudis de diversos tipus que han de ser autoritzats.

## Descobriment
El descobriment de la Cova des Pas de Vallgornera tingué lloc el 26 d'abril de 1968, quan el picador Tomeu Covas excavava un pou negre per a les aigües residuals de l'Hotel es Pas, que es construïa a la rodalia. L'endemà el canejador i tinent de batle de l'Ajuntament de Llucmajor, Miquel Font Oliver, i el fotògraf Magí Clar feren una primera exploració de la cavitat. El diumenge dia 28 el Diario de Mallorca donà la notícia a tota plana.
Durant els mesos següents hi realitzaren exploracions el Centro de Actividades Espeleológicas (CAE), el Grup Espeleològic EST i l'Speleo Club Mallorca (SCM). Alguns anys més tard, el propietari de l'hotel contractà els serveis d'uns espeleòlegs i bussejadors belgues (Groupe Spéléo Namur-Ciney), per tal d'estudiar les possibilitats d'habilitar-la per al turisme. Malgrat el resultat fou negatiu s'aixecà una primera topografia. Entre 1991 i 1992 membres del Grup Espeleològic EST i de la Secció d'Espeleologia de l'ANEM, realitzaren la topografia i estudi de la cavitat.

## Descripció

### Sector antic
El Sector Antic és la primera zona estudiada. Està format per la Sala d'Entrada a la qual s'accedeix mitjançant un pou artificial d'uns 6 m de fondària. El paviment està format per l'acumulació de blocs de diverses mides, cimentats en la seva majoria per colades pavimentàries. S'observa també una certa compartimentació deguda a l'existència d'abundants massissos estalagmítics i columnes, al mateix temps que les estalagmites i estalactites abunden arreu de la sala. Tot al voltant de la sala, aquesta davalla en diferents punts fins a arribar al nivell freàtic, on es disposen un seguit de petits llacs salabrosos.
A l'Est hom hi troba un gran gour de poca fondària, superat el qual s'entra en un caos de blocs que cal travessar per accedir a un petit pou; en la seva base s'inicia la galeria anomenada Pista Americana, caracteritzada pel sòl inclinat ocupat per grans blocs, per l'escassa presència de formes de reconstrucció i limitada al Sud per diminuts llacs. Al final d'aquesta galeria hom hi troba la Sala del Moonmilk, amb presència de grans quantitats de llet de Lluna o moonmilk, de sòtil baix i sòl irregular. A continuació hi ha la Via Max, constituïda per una galeria que manté les mateixes morfologies comunes de la zona.
Al Nord-oest de la Sala d'Entrada hi ha alguns passos entre blocs que comuniquen amb les zones del Sector Antic cobertes per les aigües salabroses, així com amb el conjunt de galeries que formen les Noves Extensions.

### Noves extensions
El 1994, els espeleòlegs mallorquins Miquel Àngel Barceló i Pedro Riera descobriren un pas que dona accés a noves galeries, sector que anomenaren Noves Extensions i en realitzen l'exploració. La tasca de topografiar-les fou realitzada per la Secció d'Espeleologia de l'ANEM i pel Grup Espeleològic de Llubí (GELL) finalitzant-la el 1999 amb 6 435 m topografiats.
Les Noves Extensions tenen dos sectors diferenciats, el primer d'ells format per una sèrie de galeries aquàtiques i llacs de notable extensió (Llac de na Gemma d'uns 200 m de llargària, Sala de na Bàrbara…); el segon, el Sector Laberíntic, la constitueixen un entrellat de galeries (Galeria d'Enmig, Galeria de Llevant…) de dimensions modestes que mostren les parets i sostres coberts completament per cridaneres morfologies de dissolució de la roca calcària i en alguns punts s'observen espeleotemes, malgrat que en general són escassos i de poca entitat.

### Descobriments 2004
Membres del Grup Espeleològic Llubí i de la Secció d'Espeleologia de l'ANEM continuaren les investigacions i estudis en punts remots del sector de les Noves Extensions. El 2004, els espeleòlegs Guiem Mulet, Toni Mulet i Toni Merino pogueren seguir amb claredat un corrent d'aire i trobaren un pas per on aquest desapareixia. Una vegada desobstruït, accediren en primer lloc a un conjunt de galeries i passos estrets, entre blocs rocosos, on una estreta escletxa conduí a un immens conjunt de galeries i sales que anomenaren Descobriments 2004. A partir d'aquell moment s'inicià una frenètica activitat exploratòria i de topografia que segueix en l'actualitat. Diferents grups de Mallorca se sumaren a aquest esforç: Secció d'Espeleologia Voltors, Grup Espeleològic EST i espeleobussejadors del Grup Nord de Mallorca. Alguns dels projectes compten amb la participació d'institucions científiques locals com la Universitat de les Illes Balears o fins i tot estrangeres.
La zona Descobriments 2004 es caracteritzen per l'existència de dos nivells netament diferenciats, a més dels sectors subaquàtics. El primer d'ells està situat entorn del nivell freàtic o uns pocs metres per damunt; en aquells llocs on s'han produït acumulacions de blocs, per l'esfondrament de les parets i sòtils, es desenvolupen des de galeries de mida variable fins a grans sales, algunes de notables dimensions. En segon lloc se situa el que anomenem "nivell superior", on es disposen conjunts de galeries que formen extensos laberints situats entre 8 i 11 m per damunt del nivell freàtic. En nombrosos punts, ambdós nivells estan connectats entre si.